# 道徳の系譜
『道徳の系譜』（どうとくのけいふ、Zur Genealogie der Moral）——副題：「一つの論駁書」（"Eine Streitschrift"）——は、ドイツの哲学者フリードリヒ・ニーチェの著作であり、先に公にされた『善悪の彼岸』の中で略述されたいくつかの新しい見解について詳論するという意図のもとに、1887年に執筆され、公刊された。ニーチェの著作の中では、最も直接的な叙述がなされており、形式や文体の面でアフォリズム的な要素が最も少ないことから、ニーチェ研究者からは、確固たる明敏さと力強さをそなえた作品であり、ニーチェの代表作であるとみなされている。
序言と三つの論文（Abhandlung）から成り、これら一連の論述を通して、道徳的諸概念の発展に関わる挿話を追っていくことによって、「道徳上の先入見」——とりわけキリスト教の道徳——を転覆することを目指す。

## 要約

### 序言
ニーチェの三つの論文の主題をなすのは、「道徳上の先入見の由来」についての彼独自の思想である。この思想は、彼が長期間にわたって作り上げてきたものであり、すでに『人間的な、あまりに人間的な』において簡潔に不完全な形で表現されている。ニーチェが自らの「仮説」を公刊しようと思ったきっかけとなったのは、友人パウル・レーの小著『道徳的感情の起源』（1877年）を読み、その中で「系譜論的仮説」が不十分な仕方で展開されているのを見出したことである。
かくして、ニーチェは、「道徳的諸価値の批判」こそが理に適っており、「これらの諸価値の価値こそそれ自身まずもって問題とされるべきである」と考えるに至る。この目的を果たすためには、レーのような（ニーチェが言うところの）「イギリス流心理学者」式の仮説的な説明よりも、実際の道徳史を提示することこそが必要不可欠である。

### 第一論文　「善と悪」・「よいとわるい」
この論文では、ニーチェが『人間的な、あまりに人間的な』以来ほのめかしてきた君主道徳と奴隷道徳の間の区別が説明される。これら二つの相異なる道徳様式は、それぞれ一対の対立概念に対応している。
- ニーチェによると、特権階級は、自分たち自身の行為を「よい」（"gut"）と定義した。この場合の「よい」とは、「高貴な」、「貴族の」、「強力な」、「幸福な」等々という意味である。その一方で、彼ら君主たちは、他の卑しい人々の行為を「わるい」（"schlecht"）とみなした。ただし、この場合の「わるい」とは、「素朴な」（"schlicht"）、「平凡な」、「貴族でない」という意味であって、ことさらそれらの人々に対する非難のニュアンスが込められているわけではない。
- 特権階級に従属する卑しく、貧しくて不健康な人々、つまり「奴隷」によって価値の序列が逆転される。彼らの感情は、ルサンチマンに基づいており、彼らはまずもって他者を「悪人」、すなわち「悪しき敵」とみなす。そして、その後ではじめて、彼らはまさしく悪人に対立する者として、自分たち自身を「善人」と定義する。換言すると、彼らは「悪」（"böse"）でないがゆえに、「善」（"gut"）である。つまり、貴族にとっての「よい」という概念が能動的であるのに対して、奴隷の「善」概念は反動的なのである。

ニーチェは、二番目の価値様式をユダヤ教とキリスト教の内に見出し、第一の価値様式をローマ帝国、ならびにルネサンスやナポレオンに割り当てる。もっとも、これら二つの道徳様式の対立は、内的葛藤を抱えた一人一人の人間の中でも依然として闘争を繰り広げることになるとされる。今日でも、比較的高邁な精神の持ち主においては、両方の価値評価様式がともに存在し、相争っている。しかしながら、全体としては奴隷道徳のほうが勝利をおさめることとなった。ニーチェ自身は——無条件に、見境なしにというわけではないが——はっきりと「貴族的」な世界観のほうに強い共感を表明しており、自らの哲学によって「賤民的」な道徳に対する闘争が再開されうることを期しているように思われる。

### 第二論文　「負い目」・「良心のやましさ」・その他
ここで探求の対象となるのは、人間は何かに対して「責任」を負うことができるという考え方の由来、ならびに、人間に特有で動物界ではほとんど見られない記憶力一般である。ニーチェは、「負い目」という道徳的概念は債権者に対する「負債」という物質的な概念に基づいていると考える。彼は、刑罰がさまざまな文化の歴史の中で担ってきた多岐にわたる表向きの目的と真の目的を示唆する。刑罰は、あらゆる事態がそうであるように、支配体制が新しくなる度に、新たな解釈を与えられてきた。ニーチェによると、良心のやましさは、人間の文明化に起源をもつ。人間は、組織的な社会で生きるという重圧の下で、自らの攻撃的な衝動を内向させ、自分自身に向けるようになるのである。
なお、この論文の第12節は、「力への意志」に関する教説を比較的詳しく取り上げているという点で、鋭い示唆を含んでいる。

### 第三論文　禁欲主義的理想は何を意味するか
この論文は、すでにニーチェが序文で自ら指摘した形式的な特徴をよく表している。というのも、結論となる見解を最初の段落で簡潔なアフォリズムの形式で呈示しておいて——仮構の読者からの抗議に従って——論文本体において、そのアフォリズムを正確に敷衍して完全な形で表現しているからである。
ニーチェは、禁欲主義的理想が、歴史の中や今日の社会の中で現れる際にまとってきたさまざまな形態、並びにその多様な目的を検討する（その中には、誤認された目的も実際の目的も含まれる）。ニーチェは、さまざまな人々——芸術家（リヒャルト・ワーグナーの『パルジファル』を例に）、哲学者（とりわけ、ショーペンハウアーの意志否定）、聖職者、ニーチェ自身が評価するところの「善人や義人」、聖人、そして現代において反-理想主義者と見誤られている人々、無神論者、科学者、批判的かつ反形而上学的な哲学者——における禁欲主義的理想の追求を解釈し評価する。そして、彼らの絶対的な「真理への意志」こそが、禁欲主義的理想の最後の純粋な形態であるとされる。そして、現代および将来のヨーロッパにおけるニヒリズムに関する考察に依拠して、ニーチェは、禁欲主義的理想がほとんど唯一の理想として尊崇されてきた究極の理由を示す。それは、つまるところ、より優れた理想がなかったからである。人間は「何も欲しない」ことができない。その結果、今日までの人間はむしろニヒリズムと禁欲において「無を欲し」てきたのである。

## 影響
「道徳の系譜」に影響を受けた人は、オスヴァルト・シュペングラー、ジャン＝ポール・サルトル、ジークムント・フロイト、フランツ・カフカなどである。
また、ミシェル・フーコーは、この作品に影響を受け、狂気・性・懲罰について研究していた。
河出書房新社からは、この作品の標題を冠した叢書として「シリーズ・道徳の系譜」（1997年-）が刊行されている。

## 翻訳
- 生田長江訳[2] 『ニイチエ全集』第6編所収、新潮社、1923年
  - 『ニイチェ全集』第9巻所収、日本評論社 、1935年
- 木場深定訳 『道徳の系譜』 岩波文庫、1940年、改訳版1964年、改版2010年、ISBN 4003363949
- 吉田次郎訳 『ニイチェ全集』第8巻所収、創元社、1950年
- 竹山道雄訳 『ニーチェ全集』第8巻所収、新潮社、1952年
- 信太正三訳 『ニーチェ全集』第10巻所収、理想社、1967年
  - 『ニーチェ全集〈11〉 善悪の彼岸　道徳の系譜』 ちくま学芸文庫、1993年、ISBN 4480080813
- 秋山英夫訳 『ニーチェ全集』、第3巻（第Ⅱ期）所収、白水社、1983年、ISBN 4560019630
- 中山元訳 『道徳の系譜学』 光文社古典新訳文庫、2009年、ISBN 4334751857